# Quand la poudre parle
Pour les articles homonymes, voir Law and Order.
Ne doit pas être confondu avec Quand parle la poudre.
Pour plus de détails, voir Fiche technique et Distribution.
Quand la poudre parle (titre original : Law and Order) est un film américain réalisé par Nathan Juran en 1953.

## Synopsis
Après plusieurs années de service comme Marshall dans la ville de Tombstone, Frame Johnson aspire à prendre du recul et une retraite tranquille. Il part s'installer à Cottonwood s'occuper d'un ranch avec ses frères Lute et Jimmy et sa bien-aimée Jeannie. Mais sa ville d'adoption est sous la coupe d'un ancien ennemi de Johnson, un voleur de bétail qui a corrompu le shérif en poste. Le juge et les notables insistent en vain auprès de Johnson pour qu'il reprenne le poste de shérif mais ce dernier refuse. En revanche, son frère Lute accepte mais sera rapidement tué dans l'exercice de ses fonctions. Son second frère étant également accusé de meurtre, tout pousse Johnson à reprendre malgré lui du service.

## Fiche technique
- Titre : Quand la poudre parle
- Titre original : Law and Order
- Réalisation : Nathan Juran
- Scénario : Inez Cocke d'après le roman de W. R. Burnett
- Direction artistique : Robert Clatworthy
- Décors : John P. Austin
- Photographie : Clifford Stine
- Musique : Henry Mancini, Milton Rosen et Herman Stein (non crédités)
- Production : John W. Rogers
- Société de production : Universal Pictures
- Société de distribution : Universal Pictures
- Pays de production :  États-Unis
- Format : couleurs (Technicolor) - 35 mm - 1,37:1 - Son : mono (Western Eletric Recording)
- Genre : Western
- Durée : 80 minutes
- Dates de sortie : 
  - États-Unis : 13 mai 1953
  - France : 25 novembre 1953

## Distribution
- Ronald Reagan : Frame Johnson
- Dorothy Malone : Jeannie
- Preston Foster : Kurt Durling
- Alex Nicol : Lute Johnson
- Chubby Johnson : Denver
- Russell Johnson : Jimmy Johnson
- Ruth Hampton : Maria Durling
- Jack Kelly : Jed
- Dennis Weaver : Frank Durling
- Barry Kelley : Fin Elder
- Wally Cassell : Durango Kid
- Richard Garrick : le juge Williams
- Harry Harvey (non crédité) : l'agent territorial

## À noter
- Ce film ne doit pas être confondu avec Quand parle la poudre (Town Tamer) de Lesley Selander sorti en 1965.